# Yuan Sijun
Yuan Sijun (chinesisch 袁思俊, Pinyin Yuán Sī Jùn; * 29. Mai 2000 in Nanchang) ist ein chinesischer Snookerspieler aus Jiangxi.

## Karriere

### Jugenderfolge und U21-Asienmeisterschaft
Yuan Sijun entdeckte mit 7 Jahren den Snookersport. Als er 9 Jahre alt war, begann er, jeweils in den Sommerferien eine Snookerschule in Schanghai zu besuchen. Aufgrund seines Talents wurde er in nur wenigen Jahren zu einem erfolgreichen Spieler. 2011 schrieb er sich für die nationale Snookertour ein und 2012 nahm er in Sichuan an einem großen Turnier teil. Er besiegte im Finale Rouzi Maimaiti mit 5:2 und gewann ein Preisgeld von etwa 3800 € (30.000 Yuan). Nach diesem wegweisenden Sieg beendete er die Schule und begann eine professionelle Snookerausbildung an der CBSA World Snooker Academy in Peking.
Seine erste Begegnung mit dem internationalen Profisnooker hatte er noch im selben Jahr beim PTC-Turnier in Yixing. Allerdings wurde er gegen Barry Hawkins ausgelost, gegen den er keine Chance hatte. Im Jahr darauf nahm er an der U21-Weltmeisterschaft in Peking teil und erreichte das Halbfinale, wo er dem sechs Jahre älteren Lu Ning unterlag, der anschließend Jugendweltmeister wurde. Neben der Teilnahme an den PTC-Turnieren bekam er für die Profiturniere der Saison 2013/14 Wildcards. Beim Shanghai Masters war er mit 13 Jahren der jüngste Spieler, der jemals das Wildcard-Qualifikationsturnier gewonnen hatte. Bei den World Open profitierte er vom Ausfall seines Gegners und kampflos zog er erstmals in die Finalrunde eines großen Weltranglistenturniers ein.
2015 nahm Yuan an der U21-Asienmeisterschaft teil und erreichte erstmals das Finale. Er verlor gegen Akani Songsermsawad mit 4:6. Im Jahr darauf kam er ins Viertelfinale und bei den Herren kam er immerhin unter die letzten 32. Bei den China Open 2016 gelang ihm sein erster Wildcard-Sieg gegen Andrew Higginson mit 5:3 und anschließend ein 5:0 gegen den Top-16-Spieler Martin Gould. In der Saison 2016/17 trafen die beiden in der Wildcard-Runde des Shanghai Masters erneut aufeinander und ein zweites Mal siegte der Chinese mit 5:0. Bei der 6-Red World Championship 2016 erreichte er unter anderem mit Siegen über Mark Williams und James Wattana erstmals das Achtelfinale eines Main-Tour-Turniers.
Im Jugendbereich unterlag er bei der U21-Weltmeisterschaft im Viertelfinale knapp Lukas Kleckers mit 4:5. Ein halbes Jahr später erreichte er bei der U21-Asienmeisterschaft zum zweiten Mal das Finale und diesmal holte er sich mit einem 6:1 über Fan Zhengyi den Titel. Der Sieg brachte ihm außerdem die Startberechtigung für die Main Tour für die folgenden beiden Spielzeiten. 2017 qualifizierte er sich durch ein 5:4 gegen Shaun Murphy für das Shanghai Masters, bei dem er dann in der ersten Runde nach einem 4:5 gegen Robbie Williams ausschied.

### Profikarriere ab 2017
In die Saison 2017/18 startete Yuan mit einer Reihe von Auftaktniederlagen, bei denen er aber nie chancenlos war. Beim European Masters im Oktober 2017 gewann er sein erstes Profimatch gegen Allan Taylor, anschließend erreichte er bei den English Open erstmals Runde 3. Beim Shanghai Masters besiegte er mit Shaun Murphy einen der Topspieler der Profitour mit 5:4. Beim German Masters 2018 verlor er in Runde 2 gegen den Weltranglistendritten Judd Trump nur knapp mit 4:5. Bei der Weltmeisterschaft verhinderte ein ebenfalls knappes 9:10 gegen Matthew Stevens seinen Einzug in die dritte Runde. Insgesamt 7 Mal erreichte er im Debütjahr mindestens Runde 2 und startete seine zweite Saison bereits auf Platz 71 der Weltrangliste. Der erste Höhepunkt der neuen Spielzeit waren die China Championship. Er besiegte unter anderem seinen Landsmann Ding Junhui in Runde 3 und erst der Weltranglistenerste Mark Selby stoppte ihn im Viertelfinale. Bei den English Open besiegte er mit Mark Allen einen weiteren Topspieler. Beim dritten Heimturnier, der International Championship schlug er Kyren Wilson und kam dann im Achtelfinale nicht an Neil Robertson vorbei. John Higgins musste sich ihm beim German Masters geschlagen geben, wo er ein weiteres Mal das Achtelfinale erreichte. Beim World Grand Prix, für den er sich als Nummer 29 der Saisonrangliste qualifiziert hatte, erreichte er sein zweites Viertelfinale und ließ den amtierenden Weltmeister Mark Williams hinter sich. Sein bestes Turnierergebnis erreichte er aber bei den Gibraltar Open, wo er bis ins Halbfinale kam. Als Nummer 53 der Weltrangliste qualifizierte er sich problemlos für ein weiteres Profijahr und nur die überraschende Auftaktniederlage bei der WM verhinderte eine noch bessere Platzierung.
In der Saison 2019/20 spielte er solide weiter, er erreichte regelmäßig zweite und dritte Runden, allerdings war das Achtelfinale bei den Northern Ireland Open das einzige Topergebnis. Auch in den Spielen gegen die besten Spieler hatte er immer das Nachsehen: Er verlor unter anderem je zweimal gegen Shaun Murphy und Ronnie O’Sullivan. Immerhin machte er mehr Punkte als zwei Jahre zuvor und stieg deshalb trotzdem in der Zwei-Jahres-Weltrangliste bis auf Platz 43. Die Saison endete aber für ihn vorzeitig, weil er aufgrund der Corona-Pandemie nicht an der Weltmeisterschaft teilnehmen konnte. Im Jahr darauf brachten ihn unter anderem zwei Zu-Null-Niederlagen gegen Ding Junhui früh unter Druck. Außerdem fielen alle Heimturniere, bei denen er zuvor seine besten Ergebnisse erzielt hatte, wegen der pandemiebedingten Reisebeschränkungen aus dem Turnierkalender. Um seine Weltranglistenpunkte zu verteidigen, hätte er mehrere Topergebnisse gebraucht, aber lediglich bei den Northern Ireland Open und beim German Masters erreichte er überhaupt die dritte Runde. Und drei Auftaktniederlagen zum Saisonende besiegelten schließlich seinen Fall aus den Top 64 heraus bis auf Platz 68 und damit den Verlust seines Profistatus.
Umgehend versuchte Yuan über die Q School wieder auf die Tour zurückzukehren und bereits im ersten Turnier gelang ihm das problemlos: In 5 Partien gab er nur 3 Frames ab und das Entscheidungsspiel gewann er gegen Mitchell Mann mit 4:2.

## Erfolge
Ranglistenturniere
- Halbfinale: Gibraltar Open (2019)
- Viertelfinale: World Grand Prix (2019), China Championship (2019)

Qualifikationsturniere
- Qualifikation: Q School (2021 – Turnier 1)

Amateurturniere
- U21-Asienmeister 2017 (Finalist 2015)